# Песковатка-Боярская
Песковатка-Боярская — село в Усманском районе Липецкой области России. Входит в состав Пригородного сельсовета.

## География
Село находится в юго-восточной части Липецкой области, в лесостепной зоне, в пределах Окско-Донской равнины, на правом берегу реки Усмань, вдоль границы Воронежского государственного биосферного заповедника, на расстоянии примерно 0,5 км (по прямой) к югу от города Усмань, административного центра района. Абсолютная высота — 140 м над уровнем моря.
Климат
Климат умеренно континентальный с тёплым летом и умеренно холодной зимой. Максимальное количество атмосферных осадков выпадает в период с мая по октябрь. Средняя температура самого холодного месяца (января) составляет −10,3 °С, самого тёплого (июля) — 20,2 °С.
Часовой пояс
Село Песковатка-Боярская, как и вся Липецкая область, находится в часовой зоне МСК (московское время). Смещение применяемого времени относительно UTC составляет +3:00.

## Население
| 2010 | 2011 |
| ---- | ---- |
| 143  | →143 |

Гендерный состав
По данным Всероссийской переписи населения 2010 года, в гендерной структуре населения мужчины составляли 25,9 %, женщины — соответственно 74,1 %.
Национальный состав
Согласно результатам переписи 2002 года, в национальной структуре населения русские составляли 100 % из 197 чел.

## Улицы
В селе имеются две улицы: Набережная и Осипова.